# Martin Palm
Pour les articles homonymes, voir Palm.
Martin Palm, né le 14 juin 1996, est un coureur cycliste belge.

## Biographie
En 2012, Martin Palm devient champion de Wallonie de cyclo-cross juniors (moins de 19 ans). L'année suivante, il remporte le championnat de Wallonie du contre-la-montre juniors. Il termine également troisième du Chrono des Nations dans sa catégorie. 
En 2014, il est notamment vice-champion de Belgique du contre-la-montre juniors,, deuxième de La Philippe Gilbert Juniors, ou encore troisième de La Bernaudeau Junior et du Chrono des Nations Juniors. Il représente par ailleurs son pays aux championnats du monde et aux championnats d'Europe, où il se classe onzième du contre-la-montre. Après ses performances, il intègre l'équipe continentale wallonne Color Code-Aquality Protect en 2015.
Il prend la deuxième place du championnat de Belgique du contre-la-montre espoirs en 2016. En fin d'année 2017, il n'est pas conservé par les dirigeants d'AGO-Aqua Service. Martin Palm redescend alors chez les amateurs en 2018, en donnant la priorité à ses études. Il prend une licence au club Vérandas Willems-Crabbé-CC Chevigny

## Palmarès
- 2013
  - Champion de Wallonie du contre-la-montre juniors
  - 3e du Chrono des Nations juniors
- 2014
  - Classement général de la Ster van Zuid-Limburg
  - 2e du championnat de Belgique du contre-la-montre juniors
  - 2e de La Philippe Gilbert Juniors
  - 3e de La Bernaudeau Junior
  - 3e du Chrono des Nations-Les Herbiers-Vendée juniors
- 2016
  - 2e du championnat de Belgique du contre-la-montre espoirs
- 2017
  - 3e du Mémorial Noël Soetaert